# خوان دي لا أو
خوان دي لا أو (بالإسبانية: Juan de la O)‏ هو لاعب كرة قدم مكسيكي في مركز حراسة المرمى، ولد في 24 يوليو 1966 في مدينة مكسيكو في المكسيك. لعب مع Arizona Thunder ‏.